# Palicourea tetraphylla
Palicourea tetraphylla är en måreväxtart som beskrevs av Adelbert von Chamisso och Diederich Franz Leonhard von Schlechtendal. Palicourea tetraphylla ingår i släktet Palicourea och familjen måreväxter. Inga underarter finns listade i Catalogue of Life.